# Carl Strauss (Künstler)
Carl Strauss (* 4. Oktober 1873 in Boston; † 28. September 1957 in Laax) war ein Maler, Radierer und Illustrator.

## Leben
Carl Strauss absolvierte von 1890 bis 1894 die Academy of Fine Arts. 1896 studierte er an der königlichen Kunstgewerbeschule in München sowie in einer von Heinrich Knirr geführten privaten Malschule. Nach einem Aufenthalt an der Académie Julian in Paris reiste er 1897 nach Florenz, wo er sich bis 1900 aufhielt und Arnold Böcklin, Giovanni Papini, Augusto Giacometti und Theodor Däubler kennenlernte.
Bei Ausbruch des Ersten Weltkrieges siedelte Strauss 1915 in die Schweiz über, wo er in Stans, Lugano und Zürich wohnhaft war und als Übersetzer für eine Zeitungsagentur arbeitete. Ab 1922 bis zu seinem Tod 1957 lebte er in Salums bei Laax, ab 1926 zusammen mit seiner Frau Helene Strauss-Keller (* 1899). Seine Wohnstätten waren das „alte Heim“, ein Holzhaus im oberen Teil einer Waldlichtung, sowie das 1927 erbaute „Straussennest“. Das gleichnamige Café-Restaurant führte seine Frau Helene über seinen Tod hinaus weiter.

## Werke
Seinen Aufenthalt in Florenz finanzierte Carl Strauss unter anderem mit Kopien von Werken der Renaissance, die er für Museen in Boston, London, München, Moskau, Sankt Petersburg und Weimar erstellte. Sein daneben entstandenes malerisches Werk – großformatige Temperabilder – ging beim Umzug in die Schweiz verloren. Auf einer Studienreise (1909) nach Siena, Orvieto und Cortona schuf er Radierungen der toskanischen Landschaft und von Städteansichten. In der ersten Zeit seines Aufenthaltes in der Schweiz entstanden Werke wie das Stanser „Waldstück“, das „Tessiner Bauerndorf“, „Olivetto-Ticino“, „Vorfrühling im Tessin“ und „Florhof in Zürich“. Seit den 1930er Jahren legte Strauss vor allem Darstellungen der Bündner Gebirgslandschaft („Tomasee“, „Chasté-Sils Maria“, „Blick ins Rheintal von Salums aus“, „Zervreilahorn“, „Lukmanier“), der Schlösser in der Umgebung („Ruine Jörgenberg“, „Hohenrätien“) sowie der Landschaften, Wälder und Bäume in Salums, Laax und Flims („Romanisches Dorf am Rande einer Schlucht“, „Flimserstein mit Blick ins Segnesgebiet“, „Die Cauma-Insel“, „Waldstück II, Val Gronda“, „Das alte Heim“, „Laax im Winter“) vor. In den letzten Lebensjahren widmete er seine Arbeiten – Silberdistel, Türkenbund, Anemone, Buddleja, Akelei – den Pflanzen in seinem Garten. Als Illustrator war er 1931 im Rahmen eines Auftrags der bibliophilen Gesellschaft in New York zur Illustration des Romans The Marble Faun von Nathaniel Hawthorne mit zwanzig kolorierten Radierungen tätig. Die ebenfalls von ihm illustrierte Ausgabe von Hawthornes The House of Seven Gables erschien erstmals 1851. Der künstlerische Nachlass von Carl Strauss – 110 Abzüge der Radierungen sowie 114 registrierte Platten – wurde 1957 inventarisiert. 1933 bis 1974 ging er in den Besitz der Bündner Kunstsammlung in Chur über. Weitere Abzüge befinden sich im Kunsthaus Zürich, dem Nationalmuseum Berlin, dem Städelschen Kunstinstitut (heute Städel)  Frankfurt am Main, im Chicago Institute of Art, der Graphischen Sammlung der ETH Zürich, der Galleria Nazionale d’Arte Moderna in Rom sowie in Privatsammlungen. Im Nachlass haben sich außerdem handschriftliche Aufzeichnungen über das eigene Leben, über Bekanntschaften mit anderen Künstlern sowie die Entstehung seines künstlerischen Werks erhalten.

## Ausstellungen
- 1907: Internationale Ausstellung in Venedig
- 1910: Glaspalast München
- 1912: Internationale Ausstellung in Dresden
- 1914: 1. Internationale Schwarz-Weiss-Ausstellung in Florenz, Erster Preis für das Blatt „Pax“
- 1914: Sezessionsausstellung in München
- 1914: Internationale Ausstellung in Venedig
- 1915: Galerie Ralsston, New York
- 1916: Kunsthaus Zürich
- 1922: Einzelausstellung bei Sinz in Dresden
- 1927: Internationale Ausstellung in Florenz
- 1927: Internationale Ausstellung in Venedig
- 1930: Einzelausstellung in Batavia
- 1932: I. Mostra dell'Incisisione Italiana Moderna, Florenz
- 1932: National Academy of Design New York
- 1932: Society of American Etchers New York
- 1967: Bündner Kunsthaus Chur
- 1974: Kunsthaus Chur

## Buchillustrationen
- Nathaniel Hawthorne: The Home of Seven Gables. Illustriert von Carl Strauss. Bentam Books, Boston 1851.
- Nathaniel Hawthorne: The Marble Faun or the Romance of Monte Beni. 2 Bände. Illustriert von Carl Strauss. Zürich 1931.